# Оуэн, Морвит Ллуин
Морвит Ллуин Оуэн (1 октября 1891 — 7 сентября 1918) — композитор из Уэльса, пианистка и меццо-сопрано. Плодовитый композитор, член влиятельных интеллектуальных сообществ, умершая незадолго до своего 27-летия.

## Биография

### Ранний период и образование
Оуэн родилась в Трефоресте, Уэльс, 1 октября 1891 года в семье Уильяма Оуэна и его жены Сары Джейн (урождённой Джонс). Её родители были владельцами магазин тканей и в свободное время занимались музыкой.
Оуэн была музыкальным ребёнком, показывающим большой талант в раннем возрасте. С самого раннего возраста получала уроки игры на фортепиано. В подростковом возрасте она уже исполняла Концерт для фортепиано с оркестром Грига в качестве солистки.
В 16 лет она начала учиться игре на фортепиано и композиции под руководством Дэвида Эванса в Кардиффе и, в этом же возрасте, была впервые опубликована её работа в жанре «гимн мелодии» под названием «Morfydd», сочинённая в 1909 году.
После двух лет обучения у Дэвида Эванса Оуэн выиграла стипендию для обучения в Университетском колледже Кардиффа и была официально принята в класс композиции. Многие из её произведений исполнялись на студенческих концертах в Кардиффе. Дата окончания университета — 1912. В том же году она была принята в тайное сообщество Бардов в Рексемском Национальном эйстетводе под именем Морвит Ллуин Оуэн, после того как приняла «Ллуин» в качестве своего второго имени в честь топонима Плас Ллуин Оуэн, дома её отца в Монтгомеришире.
Родители не хотели, чтобы она продолжала учёбу в Лондоне, но их убедили позволить это сделать дочери. Это произошло благодаря вмешательству либерального политика Элиота Кроушея-Уильямса. Дочь и отец совместно сочинили музыку на стихотворение Кроушей-Уильямс «Колыбельная на закате», и отец написал автору слов, прося разрешения на публикацию этого произведения.
Оуэн получила степень бакалавра музыки в июле 1912 года и была принята в Королевскую музыкальную академию на стипендию Геринга Томаса, которую она получала четыре года.
В сентябре 1912 года она поступила в Королевскую академию, где её основным обучением была композиция, а вторыми направлениями — фортепиано и пение. Она получала индивидуальные уроки композиции у Фредерика Кордера.
Оуэн хорошо училась и получила во время обучения две награды: медаль Чарльза Лукаса за композицию Ноктюрн в ре-бемоль-мажор и награду Oliveria Prescott. Она продолжала получать награды во время учёбы в Королевской академии, где исполнялись её произведения — песни, партии и пьесы для фортепиано, включая сонату, пьесы для скрипки и фортепиано, трио для скрипки, виолончели и фортепиано.

### Жизнь и карьера в Лондоне
Учась в Лондоне сформировала два сообщества. Первое из них было сосредоточено в уэльской пресвитерианской часовне Чаринг-Кросс, куда ходило много лондонских валлийцев. Оуэн особенно близко подружилась с леди Рут Льюис, женой сэра Джона Герберта Льюиса, члена парламента от Флинтшира. Леди Льюис была важной фигурой в Лондонском обществе валлийской народной песни и пригласила Оуэн вступить в эту организацию. Оуэн согласилась и выполнила нотную запись многих произведений для сборников валлийских народных песен, а также сочинила для них аккомпанемент. Она подготовила музыкальные примеры, чтобы проиллюстрировать лекции леди Льюис о народных песнях, и в 1914 году они вместе опубликовали «Народные песни, собранные во Флинтшире и долине Клуид». Оуэн знала Дэвида Ллойда Джорджа, тогдашнего государственного секретаря по вопросам войны, который предоставил ей работы[уточнить] и выбрал её солисткой-сопрано на фестиваль Киманва-гани на национальный эйстетвод в Аберистуите в 1916 году.
Другой круг общения Оуэн был сосредоточен в Хампстеде, где она делила квартиру со своей подругой Элизабет Ллойд. Хампстед был центром лондонского литературного сообщества, и Оуэн была связана с несколькими его членами, включая писателей Д. Г. Лоуренса и Эзру Паунда . Она также дружила с несколькими русскими эмигрантами, в том числе с князем Феликсом Юсуповым, который участвовал в убийстве Распутина, и Алексисом Чодак-Григорием, который сделал ей предложение руки и сердца. Именно благодаря её дружбе с русской диаспорой и работе с леди Льюис Оуэн увлеклась русской народной песней.
В 1915 году Оуэн получила стипендию Уэльского университета для поездки в Санкт-Петербург для изучения народной музыки России, Норвегии и Финляндии. Однако Первая мировая война сделала поездки за границу невозможными.
У Оуэн был хороший голос, меццо-сопрано; в 1913 году она спела четыре свои песни и аранжировки на концерте в лондонском Бехштейн-холле: Chanson de Fortunio; Song from a Persian Village, Suo Gân и The Year’s at the Spring. В том же году её ноктюрн был исполнен в Куинс-холл, и она выиграла первый приз за пение на региональном эйстетводе в Суонси.
Её профессиональный дебют как певицы состоялся в январе 1917 года в Эолийском зале в Лондоне.
В июле 1917 года состоялась премьера песенного цикла Гарри Фарджона «Лютня из нефрита» в национальном эйстетводе в Биркенхеде. Позже в том же году её постановка песни For Jeanne’s Sake была исполнена на променадных концертах.
Оуэн была назначена доцентом в Королевской музыкальной академии, а в 1918 году она была удостоена диплома младшего специалиста Академии ARAM.

### Брак и смерть
К концу 1916 года Оуэн познакомили с лондонским валлийским психоаналитиком Эрнестом Джонсом, и после недолгих ухаживаний они поженились в ратуше Марилебона 6 февраля 1917 года. Это стало шоком для круга её друзей, немногие из которых знали о свадьбе. Её родители не смогли присутствовать после того, как Джонс перенёс церемонию на день. Как ведущий представитель идей Фрейда в Британии, Джонс был весьма противоречивой фигурой и известным атеистом. Он ожидал, что его жена постепенно откажется от «простодушных» убеждений своей религиозной веры. В ответ на очевидную напряжённость в браке по этому поводу Джонс согласился на свадебную церемонию в валлийской пресвитерианской часовне Чаринг-Кросс, которая состоялась в сентябре следующего года в присутствии семьи и друзей Оуэн. Другим источником проблем стали ожидания Джонса от жены: он предполагал, что она должна прежде всего заниматься профессиональной и общественной жизнью мужа в ущерб собственной карьере музыканта и композитора.
Летом 1918 года пара отдыхала в Южном Уэльсе, остановившись в доме отца Джонса в Устермауте недалеко от Суонси, где у Оуэн развился острый аппендицит. Джонс надеялся, что его зять, выдающийся хирург Уилфред Троттер, сможет вовремя приехать в Суонси, чтобы прооперировать её, но Троттер посоветовал срочное хирургическое вмешательство, и операция была проведена в семейном доме Уильямом Фредериком Бруком, выдающимся хирургом Южного Уэльса, однако Оуэн вскоре умерла. В своей автобиографии Джонс описывает дни перед её смертью, наступившей 7 сентября.

after a few days [she] became delirious with a high temperature. We thought there was blood poisoning till I got Trotter from London. He at once recognized delayed chloroform poisoning. It had recently been discovered which neither the local doctor nor I had known, that this is a likelihood with a patient who is young, has suppuration in any part of the body, and has been deprived of sugar (as war conditions had then imposed); in such circumstances only ether is permissible as an anaesthetic. This simple piece of ignorance cost a valuable and promising life. We fought hard, and there were moments when we seemed to have succeeded, but it was too late

В переписке с Фрейдом Джонс упоминает какие-то «наилучшие возможные новости о личной жизни», на основании чего Бренда Мэддокс, биограф Джонса, предполагает, что Оуэн не вскрывали ввиду беременности, не желая доставить лишние страдания её отцу и друзьям.
Оуэн была похоронена 11 сентября на кладбище Устермут на окраине Суонси. На её могильном выбита надпись, выбранная Джонсом из Фауста Гёте: Das Unbeschreibliche, hier ist’s getan.
В 1924 году Джонс при содействии Фредерика Кордера организовал публикацию четырёхтомного мемориального издания избранных оркестровых и инструментальных произведений Оуэн, а также её сочинений для голоса и фортепиано. Поблагодарив Джонса за присланную ей копию, её близкая подруга Элизабет Ллойд написала: «Каждая страница приносила свежие воспоминания о нашей ушедшей любимице». В 1991 году в Кардиффе были изданы столетние издания некоторых её песен и пьес для фортепиано.

## Произведения

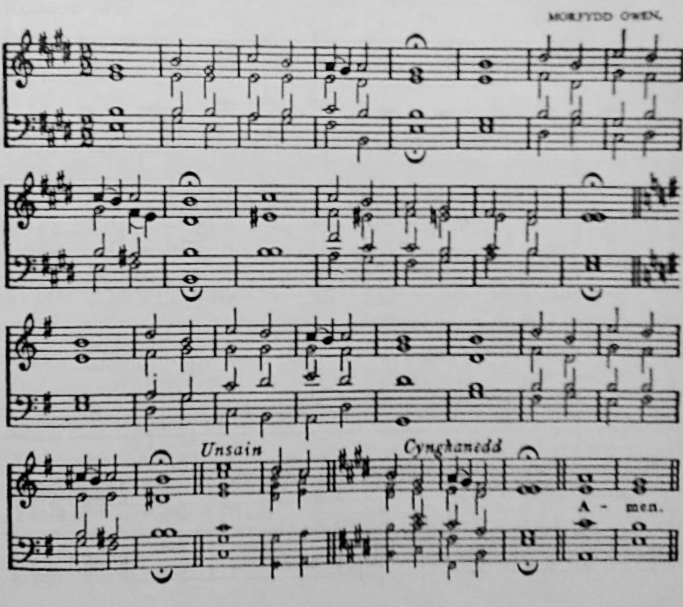
Пен-Иха (1916), мелодия гимна Морвит Ллуин Оуэн

Хотя Оуэн серьёзно занималась композиторской деятельностью лишь чуть более 10 лет, она оставила в наследство около 250 партитур. Сюда входят произведения для камерного ансамбля, фортепиано, смешанного хора и звуковые стихи для оркестра. Однако именно её сочинения для голоса и фортепиано считаются её наиболее важным и зрелым вкладом. Среди наиболее известных её произведений — « Сонная песня Мадонны», «Скорбящей Богоматери», аранжировка народной колыбельной «Сио Ган» и «Гвети-и-Пехадир» . Было также около 22 мелодий и несколько гимнов.
В год столетия её смерти 2018 Променадные концерты посвятили ей сезон с BBC Национальный оркестр Уэльса и его главный дирижёр Томас Сндергард, исполняющий Ноктюрн ре-бемоль-мажор для полного оркестра 1913 года

## Избранные композиции
Работы из мемориального издания произведений Оуэн 1924 г., имена авторов указаны в скобках.

### Оркестровые произведения
- 1910 Romance for strings
- 1911 A Cycle of Sea Songs for mezzo and orchestra
- 1911 Sea Drift (Walt Whitman), scena for mezzo and orchestra
- 1911 Country Dance for small orchestra
- 1912 Ave Maria for mezzo, chorus and strings
- 1912 Love's Music, for soprano and orchestra (score lost; parts survive)
- 1912 My Sorrow, for soprano and orchestra (E. Crayshaw Williams)
- 1913 Chorus for soprano, choir and orchestra
- 1913 Nocturne in D♭ major for orchestra
- 1913 Prelude in F major for orchestra (incomplete)
- 1913 Toward the Unknown Region, scena for mezzo and orchestra
- 1914 Morfa Rhuddlan, tone-poem for orchestra
- 1915 Pro Patria, cantata for soprano and baritone, chorus and orchestra (William Hughes Jones)
- 1916 Threnody for the Passing of Branwen, for string orchestra (incomplete) [19]

### Хоровые произведения
- 1911 Sweet and Low, part-song (Tennyson)
- 1911 The Refugee, for mixed choir and piano (Schiller)
- 1911 Fierce Raged the Tempest (Thring)
- 1913 Jubilate Deo for chorus, organ and brass

### Камерная музыка
- 1910 Romance for violin and piano
- 1915 The Cathedral at Liège and The Cathedral at Rheims, piano trio, written under the pseudonym 'Lenavanmo'[5]

### Фортепианная музыка
- 1908 Minuet and Trio
- 1910 Sonata in E minor
- 1912 Maida Vale tone poem
- 1914 Four Welsh Impressions
- 1914 Rhapsody in C♯ minor
- 1914 Prelude in E minor
- ? Glantaf tone poem

### Гимны
- 1908 Treforest (Thomas Jones)
- 1909 Morfydd
- 1913 Gweddi y Pechadur (Thomas William)
- 1915 Llwyn Owen (Williams Pantycelyn)
- 1915 Richard (Williams Pantycelyn)
- 1915 Sarah (Williams Pantycelyn)
- 1915 Calvary (William Owen)
- 1915 William (John Caergyli/Rhoslan K. Jones)

### Песни
- 1910 Be Thou Exallted
- 1911 A Song of Sorrow (William Blake)
- 1911 An Indian Night (Eliot Crawshay-Williams)
- 1911 Blow, blow thou winter wind (Shakespeare)
- 1911 Daisy's Song (Keats)
- 1911 Lullaby at Sunset (Eliot Crawshay-Williams)
- 1911 Mirage (Eliot Crawshay-Williams)
- 1911 Orbits (Richard le Gallienne)
- 1911 Sweet love, now I must leave thee
- 1911 The Nightingale
- 1912 Clancy's Song (G. B. Connolly)
- 1912 Infant Joy (William Blake)
- 1912 My Love's Like a Red, Red Rose, part-song
- 1912 Pippa's Song - A Year at the Spring (Robert Browning)
- 1912 The Willow Song (Mrs Hemans)
- 1912 To Our Lady of Sorrows (Wilfred Hinton)
- 1913 Oh when my righteous judge? (Lady Huntingdon)
- 1913 A Serenade
- 1913 Beatific Sea (Campbell)
- 1913 By the lone sea shore (Charles Mackay)
- 1913 Chanson de Fortunio (Alfred de Musset)
- 1913 Foredoomed (P. Bourke Marston)
- 1913 Haurahan reproves the curlew (W. B. Yeats)
- 1913 Hedh laments the loss of his love (W. B. Yeats)
- 1913 If I had but two little wings (Coleridge)
- 1913 Mountain Song (Carlton Hill)
- 1913 Slumber-Song of the Madonna (Alfred Noyes)
- 1913 Song from a Persian Village (E. Crayshaw Williams)
- 1913 Spring (William Blake)
- 1913 Suo Gân (Robert Bryan)
- 1913 The Fairies' Wedding (Eos Gwalia)
- 1913 The Sea hath its Pearls (Heine/Longfellow)
- 1914 A Mother's Lullaby (Morfydd Owen)
- 1914 April (William Hinton)
- 1914 Fun o' the Fair (Ethel Newman)
- 1914 God Made a Lovely Garden (Mabel Spence)
- 1914 La Tristesse (Alfred de Musset)
- 1914 The Lamb (William Blake)
- 1914 To Violets (Robert Herrick)
- 1914 Two Songs of a Slave (Ethel Newman)
- 1915 All in the April Evening (Katherine Tynan)
- 1915 Emyn Moliant (R. R. Morris)
- 1915 Trugarha wathyft, O Dhuw: A Vesper
- 1915 What does little birdie say? (Tennyson)
- 1916 A Little Song (Wilfid Roland Childe)
- 1916 Away in a Manger
- 1916 Good Friday (Katherine Tynan)
- 1916 He prayeth best who loveth best (Coleridge)
- 1916 I Saw Three Ships (Katherine Tynan)
- 1916 In Cradle Land (Eos Gwalia)
- 1916 Jesus, Tender Saviour
- 1916 Mister Rain (Richard Aldington)
- 1916 Nature's Bride (Eos Gwalia)
- 1916 O See the Sky! (D. Middleman)
- 1916 Pen Ucha, (Williams Pantycelyn)
- 1916 Resurrection (Katherine Tynan)
- 1916 Shepherd's Love Song
- 1916 The Maid at the Wheel (Ethel Newman)
- 1916 The Almond Tree of Mulvaney (Wilfid Roland Childe)
- 1916 The Dream of Mary (Katherine Tynan)
- 1916 The Ploughman's Lass (Ethel Newman)
- 1916 The Silent Sounds to the Soldier's Tread (A. E. Housman)
- 1916 The Weeping Babe (Katherine Tynan)
- 1916 William (Eric Hiller)
- 1916 The Land of Hush-a-bye (Eos Gwalia)
- 1917 A Noontide Lullaby (Ethel Newman)
- 1917 An Irish Lullaby
- 1917 Look at me, Sam (Thomas Edward Brown)
- 1917 Patrick's Your Boy (Ethel Newman)
- 1917 Pitter Patter (Douglas Ainslie)
- 1917 When I came Last to Ludlow (A. E. Housman)
- 1918 Fussy Hills (Eos Gwalia)
- 1918 Impenitent (Ethel Newman)
- 1918 Mary (P. J. O'Reilly)
- 1918 Speedwell (A. Eversley)
- 1918 Sunshine Town (P. J. O'Reilly)
- ? Sweet Mother, Comfort me

## Дискография
Morfydd Owen: Portrait of a Lost Icon performed by Elin Manahan Thomas, soprano and Brian Ellsbury, piano, recorded by Tŷ Cerdd, 2016 (CD).
This recording of songs and piano works includes the Four Flower Songs, Gweddi y Pechadur (The Sinner’s Prayer), Branwen (the original piano sketch for the 1916 piece for strings Threnody for the Passing of Branwen), the Piano Sonata in E minor (1910) and the Rhapsody in C♯ minor (1914)[26]
Welsh Impressions performed by Zoe Smith, piano, recorded by Tŷ Cerdd, 2019 (CD)
This recording of Welsh solo piano music takes its title from and features the Four Welsh Impressions.
Works in compilation recordings
Great Welsh Songs performed by Stuart Burrows and John Constable, recorded by Enigma, 1978 (LP)
Composers of Wales performed by Janet Price, Kenneth Bowen et al., recorded by Argo, 1974 (LP)
Y Teulu O’Neill performed by Andrew O’Neill, Dennis O’Neill, et al., recorded by Sain, 1980 (LP)
Cerddoriaeth Cymru: The Music of Wales performed by Osian Ellis, John Scott, et al., recorded by Curiad, 1996 (CD)
Songs of Dilys Elwyn-Edwards and Morfydd 'Llwyn' Owen performed by Helen Field, recorded by Sain, 2005 (CD)